# Robison Peak
Der Robison Peak ist ein 2230 m hoher und verschneiter Berg im ostantarktischen Viktorialand. Er ragt 5 km nordöstlich des Mount Dearborn nahe dem nördlichen Ende der Willett Range auf.
Das Advisory Committee on Antarctic Names benannte ihn 1963 nach Leslie B. Robison, Ingenieur des United States Geological Survey, der im Dezember 1960 Vermessungen des Berges vorgenommen hatte.